# Geocritica
Geocritica este o ramură a criticii literare care își propune să analizeze relația dintre literatură și spațiul reprezentat în textele literare.
Conceptul actual de geocritică aparține profesorului Bertrand Westphal de la Facultatea de Litere din Limoges care i-a consacrat mai multe lucrări și manifestări științifice, printre acestea fiind și articolul Pentru o abordare geocritică a textelor. Geocritica se dorește a fi o lectură interdisciplinară, o interfață între discipline diverse ca literatura, geografia, arhitectura, filosofia, geopolitica, urbanismul, care au toate ca obiect de studiu spațiul. Metoda geocriticii se orientează înspre patru direcții: multifocalizarea, polisenzorialitatea, stratigrafia și intertextualitatea. Geocritica este deci o poetică a spațiului văzut ca un arhipelag în care interacțiunea între spațiile umane trebuie interpretată și din perspectiva pluralității identităților culturale.